# Biserica de lemn din Drăcineț
Biserica "Sf.Nicolae" a fost ridicată la 1774 în satul Drăcineț de lângă Cozmeni, și mutată după 1977 în muzeul etnografic din Cernăuți, aflat în partea de est a orașului, la marginea cartierului Horecea Urbană.